# خاصیت مولی ظاهری
خاصیت مولی ظاهری (به انگلیسی: Apparent molar property) یک جزء محلول در یک مخلوط یا محلول، کمیتی است که با هدف جداسازی سهم هر یک از اجزا در غیر ایدئال بودن مخلوط تعریف شده است. این تغییر در خاصیت محلول مربوط را نشان می دهد (به‌عنوان مثال حجم) وقتی همهٔ آن جزء به محلول اضافه می شود، به ازای هر مول ماده اضافه شده. این به عنوان آشکار توصیف می شود زیرا به نظر می رسد خاصیت مولی آن مولفه را در محلول نشان می دهد، به شرطی که فرض شود خصوصیات سایر اجزای محلول نیز در حین افزودن ثابت بمانند. با این حال این فرض اغلب توجیه پذیر نیست، زیرا مقادیر خصوصیات مولی ظاهری یک جزء، ممکن است با خصوصیات مولی آن در حالت خالص کاملاً متفاوت باشد.
به عنوان مثال، حجم یک محلول حاوی دو جزء شناسایی شده  به عنوان حلال و حل‌شونده به صورت زیر تعریف می‌شود: 
{\displaystyle V=V_{0}+{}^{\phi }{V}_{1}\ ={\tilde {V}}_{0}n_{0}+{}^{\phi }{\tilde {V}}_{1}n_{1}\,}.
که در آن {\displaystyle V_{0}} حجم حلال خالص قبل از افزودن ماده حل‌شونده و {\displaystyle {\tilde {V}}_{0}} حجم مولی آن است (در همان دما و فشار به عنوان محلول)، {\displaystyle n_{0}} تعداد مول حلال است،{\displaystyle {}^{\phi }{\tilde {V}}_{1}\,} حجم مولی ظاهری املاح است و {\displaystyle n_{1}} تعداد مول محلول در محلول است. با تقسیم این رابطه به مقدار مولی یک جزء می‌توان رابطه‌ای بین ویژگی مولی ظاهری یک جزء و نسبت اختلاط اجزا را به‌دست آورد.
این معادله به عنوان تعریف {\displaystyle {}^{\phi }{\tilde {V}}_{1}\,} عمل می کند ، اصطلاح اول برابر با حجم همان مقدار حلال فاقد املاح است و اصطلاح دوم تغییر حجم در اضافه شدن املاح است. {\displaystyle {}^{\phi }{\tilde {V}}_{1}\,} ، ممکن است بعنوان اگر فرض شود که حجم مولی حلال با افزودن ماده حل نشده تغییر می کند ، حجم مولی املاح است. با این حال این فرض باید همانطور که در مثالهای زیر نشان داده شده است غیرواقعی تلقی شود ، بنابراین {\displaystyle {}^{\phi }{\tilde {V}}_{1}\,}  ، فقط به عنوان یک مقدار ظاهری توصیف می شود.
مقدار مولی ظاهری را می توان به طور مشابه برای جز مشخص شده به عنوان حلال {\displaystyle {}^{\phi }{\tilde {V}}_{0}\,} برخی از نویسندگان ، حجم های مولی آشکار هر دو جز (مایع) محلول یکسان را گزارش کرده اند. این روش را می توان به مخلوط های سه تایی و چند جز گسترش داد.
مقادیر ظاهری را می توان به جای تعداد مول با استفاده از جرم نیز بیان کرد. این عبارت ، مانند حجم خاص ظاهری، مقادیر مشخصی مشخص تولید می کند.
{\displaystyle V=V_{0}+{}^{\phi }{V}_{1}\ =v_{0}m_{0}+{}^{\phi }{v}_{1}m_{1}\,} .
که در آن مقادیر خاص با حروف کوچک نشان داده می شوند.
خصوصیات ظاهری (مولی) ثابت نیستند (حتی در دمای مشخص) ، بلکه توابع ترکیب هستند. در رقیق شدگی بی نهایت ، یک خاصیت مولی ظاهری و خاصیت مولی جزئی مربوط برابر می شوند.
برخی از خصوصیات مولی ظاهری که معمولاً مورد استفاده قرار می گیرند ، آنتالپی آشکار مولی ، ظرفیت گرمایی مولی آشکار و حجم مولی ظاهری است.

## ارتباط با مولالیته
حجم ظاهری (مولی) یک ماده حل شده را می‌توان به عنوان تابعی از مولانیت b آن ماده محلول (و چگالی محلول و حلال) بیان کرد. حجم محلول در هر مول محلول است.
{\displaystyle {\frac {1}{\rho }}\left({\frac {1}{b}}+M_{1}\right)} .
با کم کردن حجم حلال خالص به ازای هر مول ماده حل شونده ، حجم مولی ظاهری بدست می آید:
{\displaystyle {}^{\phi }{\tilde {V}}_{1}={\frac {1}{b}}\left({\frac {1}{\rho }}-{\frac {1}{\rho _{0}^{0}}}\right)+{\frac {M_{1}}{\rho }}} .
برای بیشتر املاح، برابری فوق با میانگین جرم مولی املاح اصلاح می شود، گویی که آنها یک املاح منفرد با مولاتیت bT هستند:
{\displaystyle M=\sum y_{i}M_{i}} و {\displaystyle {}^{\phi }{\tilde {V}}_{12..}={\frac {1}{b_{T}}}\left({\frac {1}{\rho }}-{\frac {1}{\rho _{0}^{0}}}\right)+{\frac {M}{\rho }}}
مجموع مولالیته های محصولات - حجم مولی آشکار املاح در محلول های دودویی آنها برابر است با محصول بین مجموع مولالیته‌های املاح و حجم مولی آشکار در سه بعدی محلول چندکاره ای که در بالا ذکر شد.
{\displaystyle {}^{\phi }{\tilde {V}}_{123..}(b_{1}+b_{2}+b_{3}+...)=b_{1}{}^{\phi }{\tilde {V}}_{1}+b_{2}{}^{\phi }{\tilde {V}}_{2}+b_{3}{}^{\phi }{\tilde {V}}_{3}+...} .

## ارتباط با نسبت اختلاط
با تقسیم رابطه تعریف می توان رابطه‌ای بین مولی ظاهری یک جزء مخلوط و نسبت اختلاط مولی به‌دست آورد.
{\displaystyle V=V_{0}+{}^{\phi }{V}_{1}\ ={\tilde {V}}_{0}n_{0}+{}^{\phi }{\tilde {V}}_{1}n_{1}\,} .
به تعداد مول‌های یک جزء، این رابطهٔ زیر را می‌دهد:
{\displaystyle {}^{\phi }{\tilde {V}}_{1}={\frac {V}{n_{1}}}-{\tilde {V}}_{0}{\frac {n_{0}}{n_{1}}}={\frac {V}{n_{1}}}-{\tilde {V}}_{0}r_{01}} .
به تعاریف متضاد بین مقدار مولی جزئی و مقدار مولی ظاهری توجه کنید: در مورد حجم‌های مولی جزئی {\displaystyle {\bar {V_{0}}},{\bar {V_{1}}}} به صورت زیر تعریف می شوند:
{\displaystyle {\bar {V_{0}}}={\Big (}{\frac {\partial V}{\partial n_{0}}}{\Big )}_{T,p,n_{1}},{\bar {V_{1}}}={\Big (}{\frac {\partial V}{\partial n_{1}}}{\Big )}_{T,p,n_{0}}} ،
می‌توانیم بنویسیم {\displaystyle dV={\bar {V_{0}}}dn_{0}+{\bar {V_{1}}}dn_{1}} و همینطور {\displaystyle V={\bar {V_{0}}}n_{0}+{\bar {V_{1}}}n_{1}} همیشه نگه می‌دارد. در مقابل، در تعریف حجم مولی ظاهری، حجم مولی حلال خالص، {\displaystyle {\tilde {V}}_{0}} به جای آن استفاده می‌شود که می‌تواند برای مقایسه به صورت 
{\displaystyle {\tilde {V_{0}}}={\Big (}{\frac {\partial V}{\partial n_{0}}}{\Big )}_{T,p,n_{1}=0}} ،
نوشته شود. به عبارت دیگر ، ما فرض می کنیم که حجم حلال تغییری نمی‌کند و ما از حجم مولی جزئی استفاده می‌کنیم که تعداد مول‌های ماده محلول دقیقاً صفر است ("حجم مولی"). بنابراین در عبارت تعریف شده برای حجم مولی ظاهری {\displaystyle {}^{\phi }{\tilde {V}}_{1}}،
{\displaystyle V=V_{0}+{}^{\phi }{V}_{1}\ ={\tilde {V}}_{0}n_{0}+{}^{\phi }{\tilde {V}}_{1}n_{1}\,} ،
اصطلاح {\displaystyle V_{0}} به حلال خالص نسبت داده می شود، درحالی‌که مقدار اضافی «مانده» ، {\displaystyle {}^{\phi }V_{1}} ، در نظر گرفته می شود که از ماده حل شده باشد. در رقت زیاد با {\displaystyle n_{0}\gg n_{1}\approx 0} ، ما {\displaystyle {\tilde {V_{0}}}\approx {\bar {V_{0}}}} داریم ، بنابراین حجم مولی آشکار و حجم مولار جزئی ماده محلول نیز جمع می شوند: {\displaystyle {}^{\phi }{\tilde {V}}_{1}\approx {\bar {V}}_{1}}
رابطه بین خصوصیات مولی جزئی و خصوصیات ظاهری را می توان از تعریف مقادیر آشکار و ملالیت به‌دست آورد. برای مثال حجم، 
{\displaystyle {\bar {V_{1}}}={}^{\phi }{\tilde {V}}_{1}+b{\frac {\partial {}^{\phi }{\tilde {V}}_{1}}{\partial b}}} .

## ارتباط با ضریب فعالیت یک الکترولیت و تعداد پوسته حلالیت آن
نسبت {\displaystyle r_{a}} بین حجم مولی آشکار یک الکترولیت محلول در یک محلول غلیظ و حجم مولار حلال (آب) را می‌توان با مؤلفه آماری ضریب فعالیت الکترولیت و پوستهٔ حلالیت آن به شمارهٔ {\displaystyle h} پیوند داد:
{\displaystyle \ln \gamma _{s}={\frac {h-\nu }{\nu }}\ln(1+{\frac {br_{a}}{55.5}})-{\frac {h}{\nu }}\ln(1-{\frac {br_{a}}{55.5}})+{\frac {br_{a}(r_{a}+h-\nu )}{55.5(1+{\frac {br_{a}}{55.5}})}}} ،
که {\displaystyle \nu } تعداد یون‌های ناشی از تفکیک الکترولیت است.

## مثال ها و نمونه ها

### الکترولیت ها
حجم مولی ظاهری نمک معمولاً کمتر از حجم مولی نمک جامد است. به عنوان مثال ، سدیم کلرید (NaCl) جامد دارای حجم 27 سانتی متر مکعب در هر مول است ، اما حجم مولر آشکار در غلظت های پایین تنها 16.6 سی سی در مول است. در حقیقت ، برخی از الکترولیتهای آبی دارای حجمهای مولی آشکار منفی هستند: NaOH −6.7 ، LiOH −6.0 و Na2CO3 −6.7 cm3/mole . این بدان معنی است که محلول های آنها در مقدار مشخصی از آب ، حجم کمتری نسبت به همان مقدار آب خالص دارند. (با این حال اثر اندک است.) دلیل فیزیکی این است که مولکول های آب نزدیک به شدت جذب یون ها می شوند تا فضای کمتری را اشغال کنند.

### الکل
مثال دیگر از حجم مولی ظاهری جز دوم کمتر از حجم مولی آن به‌عنوان یک ماده خالص، مورد اتانول در آب است. به عنوان مثال، در ۲۰ درصد جرم اتانول، محلول دارای حجم ۱٫۰۳۲۶ لیتر در کیلوگرم در دمای ۲۰ درجه سانتی‌گراد است، درحالی‌که آب خالص ۱٫۰۰۱۸ لیتر در کیلوگرم (۱٫۰۰۱۸ سی سی در گرم) است. حجم ظاهری اتانول اضافه شده 1.0326 L - 0.8 kg x 1.0018 L / kg = 0.2317 L است. تعداد مول اتانول ۰٫۲ کیلوگرم / (۰٫۰۴۶۰۷ کیلوگرم در مول) = ۴٫۳۴۱ مول است، به طوری که حجم مولی ظاهری ۰٫۲۳۱۷ است. L / 4.341 mol = 0.0532 L / mol = 53.2 cc / mole (1.16 cc / g). با این حال، اتانول خالص در این دمای ۵۸٫۴ سی سی / مول (۱٫۲۷ سی سی / گرم) دارای حجم مولی است.
اگر محلول ایدئال باشد، حجم آن مجموع اجزای مخلوط نمی‌شود. حجم ۰٫۲ کیلوگرم اتانول خالص ۰٫۲ کیلوگرم x 1.27 لیتر در کیلوگرم = ۰٫۲۵۴ لیتر و حجم ۰٫۸ کیلوگرم آب خالص ۰٫۸ کیلوگرم x 1.0018 لیتر در کیلوگرم = ۰٫۸۰۱۴۴ لیتر است، بنابراین حجم ایدئال محلول 0.254 L + 0.80144 L است. L = 1.055 L. غیروجودی بودن محلول با کاهش جزئی (تقریباً ۲٫۲٪، ۱٫۰۳۲۶ به جای 1.055 L / kg) در حجم سیستم ترکیبی هنگام مخلوط شدن منعکس می‌شود. با افزایش درصد اتانول به ۱۰۰٪، حجم مولی ظاهری به حجم مولی اتانول خالص افزایش می‌یابد.

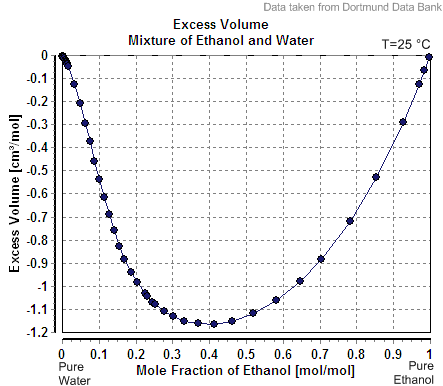
حجم اضافی مخلوط اتانول و آب

### الکترولیت - سیستم های غیر الکترولیت
مقادیر ظاهری می توانند بر فعل و انفعالات در الکترولیت - سیستم های غیر الکترولیت که فعل و انفعالاتی مانند نمک زدن و نمک‌زدایی را نشان می‌دهند - تأکید کنند، اما همچنین بینش متقابل یون و یون را می دهند، خصوصاً به دلیل وابستگی آنها به دما.

## مخلوط ها یا محلول های چند جزئی
برای محلولهای چند جزئی ، خصوصیات مولی آشکار را می توان به روشهای مختلفی تعریف کرد. برای حجم یک محلول سه تایی (3 جز) با یک حلال و دو ماده حل شونده به عنوان مثال ، هنوز فقط یک معادله {\displaystyle (V={\tilde {V}}_{0}n_{0}+{}^{\phi }{\tilde {V}}_{1}n_{1}+{}^{\phi }{\tilde {V}}_{2}n_{2})} وجود دارد، که برای تعیین دو حجم آشکار کافی نیست. (این در تضاد با خصوصیات مولی جزئی است ، که خصوصیات فشرده مواد کاملاً مشخص هستند و بنابراین در سیستم های چندکاره بدون ابهام تعریف می شوند. به عنوان مثال، حجم مولار جزئی برای هر جز {\displaystyle i} به صورت {\displaystyle {\bar {V_{i}}}=(\partial V/\partial n_{i})_{T,p,n_{j\neq i}}} تعریف می شود.)
در یک توصیف از محلول های آبی سه تایی ، فقط حجم مولی ظاهری املاح متوسط وزن شده در نظر گرفته شده است ، و به صورت زیر تعریف می شود :
{\displaystyle {}^{\phi }{\tilde {V}}(n_{1},n_{2})={}^{\phi }{\tilde {V}}_{12}={\frac {V-V_{0}}{n_{1}+n_{2}}}} ،
که در آن {\displaystyle V} حجم محلول و {\displaystyle V_{0}} حجم آب خالص است. این روش برای مخلوطهای دارای بیش از 3 جز قابل تمدید است.
{\displaystyle {}^{\phi }{\tilde {V}}(n_{1},n_{2},n_{3},..)={}^{\phi }{\tilde {V}}_{123..}={\frac {V-V_{0}}{n_{1}+n_{2}+n_{3}+...}}} ،
مجموع مولالیته های محصولات - حجم مولی ظاهری املاح در محلول های دودویی آنها برابر است با محصول بین مجموع مولالیته های املاح و حجم مولی ظاهری در سه بعدی محلول چندکاره ای که در بالا ذکر شد.
{\displaystyle {}^{\phi }{\tilde {V}}_{123..}(b_{1}+b_{2}+b_{3}+...)=b_{1}{}^{\phi }{\tilde {V}}_{1}+b_{2}{}^{\phi }{\tilde {V}}_{2}+b_{3}{}^{\phi }{\tilde {V}}_{3}+...} ،
روش دیگر درمان سیستم سه تایی به عنوان شبه دودویی و تعریف حجم مولی آشکار هر ماده حل شده با اشاره به یک سیستم باینری است که حاوی هر دو  جزء دیگر است: آب و املاح دیگر. حجم مولی ظاهری هر یک از دو ماده حل شده پس از به صورت زیر است :
{\displaystyle {}^{\phi }{\tilde {V}}_{2}={\frac {V-V(solvent+solute\ 1)}{n_{2}}}} و {\displaystyle {}^{\phi }{\tilde {V}}_{1}={\frac {V-V(solvent+solute\ 2)}{n_{1}}}}
حجم مولی ظاهری حلال:
{\displaystyle {}^{\phi }{\tilde {V}}_{0}={\frac {V-V(solute\ 1+solute\ 2)}{n_{0}}}}.
با این حال، این توصیف نامطلوبی از خصوصیات حجمی است.
حجم مولی آشکار دو جز یا املاح در نظر گرفته شده به عنوان یک جز شبه {\displaystyle {}^{\phi }{\tilde {V}}_{12}}  یا {\displaystyle {}^{\phi }{\tilde {V}}_{ij}} نباید با حجم مخلوط های دوتایی جزئی با یک جز مشترک {\displaystyle V_{ij}} ، {\displaystyle V_{jk}} که در نسبت اختلاط خاصی مخلوط می شوند ، یک مخلوط سه تایی خاص {\displaystyle V} یا {\displaystyle V_{ijk}} را مخلوط کند.
البته حجم متمم یک جز با توجه به سایر اجزای مخلوط می تواند به عنوان تفاوت بین حجم مخلوط و حجم مخلوط دو جزئی یک ترکیب معین تعریف شود:
{\displaystyle {}^{c}{\tilde {V}}_{2}={\frac {V-V_{01}}{n_{2}}}}.
شرایطی پیش می آید که هیچ روش سختی برای تعیین اینکه حلال و کدام یک املاح است در مورد مخلوط های مایع (مثلاً آب و اتانول) وجود دارد که می تواند جامد مانند شکر یا نمک حل شود وجود ندارد. در این موارد خصوصیات مولی آشکار می تواند و باید به تمام اجزای مخلوط نسبت داده شود.